# Survival of the fittest
Survival of the fittest er et slogan der beskriver naturlig selektion, oprindeligt formuleret af filosoffen Herbert Spencer i 1864 som beskrivelse af Darwins udviklingslære. Charles Darwin overtog udtrykket i den femte udgave af sin bog Arternes oprindelse i 1869, omend han brugte udtrykket første gang i en korrespondance i 1868, fordi han mente, at det var en god illustration af processen, som fører til dannelse af nye arter.[kilde mangler]
Frasen har imidlertid skabt en del forvirring, specielt fordi den fejlagtigt og svært misvisende er blevet oversat med "den stærkestes ret" (se socialdarwinisme). En anden fejlagtig oversættelse tager udgangspunkt i, at begrebet fitness i dag (men ikke af Darwin) bruges som fagord for "antal afkom", noget som gør survival of the fittest til en cirkelslutning ("de bedst overlevendes overlevelse"). Den korrekte oversættelsen er "de bedst tilpassedes overlevelse".